# Мороча
Моро́ча —  село в Україні, у Білопільській міській громаді Сумського району Сумської області. Населення становить 125 осіб. До 2020 орган місцевого самоврядування - Гуринівська сільська рада.

## Географія
Село Мороча розташоване на правому березі річки Павлівка, яка за 2 км впадає в річку Крига, вище за течією на відстані 1 км розташоване село Степанівка, нижче за течією на відстані 2 км розташоване село Василівщина, на протилежному березі - село Річки.

## Історія
- Село постраждало внаслідок геноциду українського народу, проведеного урядом СРСР 1923-1933 та 1946-1947 роках.
- 12 червня 2020 року, відповідно до розпорядження Кабінету Міністрів України № 723-р «Про визначення адміністративних центрів та затвердження територій територіальних громад Сумської області», село увійшло до складу Білопільської міської громади[1].
- 19 липня 2020 року, в результаті адміністративно-територіальної реформи та ліквідації Білопільського району, село увійшло до складу новоутвореного Сумського району[2].

## Соціальна сфера
- Фельдшерсько-акушерський пункт.